# 김국영
김국영(金國榮, 1991년 4월 19일~)은 대한민국의 육상 선수이다. 주 종목은 단거리 달리기이며 2010년 이후 대한민국 남자 100m 기록을 보유하고 있다.

## 경력
호원초등학교, 대안중학교, 평촌경영고등학교를 졸업하고, 현재 광주광역시청에 소속되어 있다.
2010년 6월 7일 대구 스타디움에서 열린 제64회 전국육상경기선수권대회에서 남자 100 미터 예선에서 10초 31을 기록, 서말구가 1979년 멕시코시티 유니버시아드에서 세운 최고 기록 10초 34를 31년 만에 갈아치운 후, 준결승에서 다시 10초 23을 기록하여 자신의 기록을 깨뜨렸다.
2015년 광주에서 열린 하계 유니버시아드 남자 육상 100m 준결선에서 10초 16의 기록으로 통과해 한국신기록을 새로 세웠다.
2017년 런던 세계육상선수권에서 남자 100m 예선 10초24의 기록으로 한국 트랙 선수 사상 최초로 준결선에 진출하였다.
2023년 항저우 아시안 게임 남자 400m 계주에서 동메달을 획득하였다.

## 개인 최고 기록
| # | 종목 | 기록    | 소속         | 날짜         | 대회명                            | 장소                          | 주석 및 기타 |
| 1 | 100m | 10초 07 | 광주광역시청 | 2017. 06. 28 | 코리아오픈국제육상경기대회 (결승) | 대한민국 정선 정선 종합운동장 |              |

## 같이 보기
- 남자 100m 달리기 대한민국 기록